# 大覚寺
大覚寺（だいかくじ）は、京都市右京区嵯峨大沢町にある真言宗大覚寺派の大本山の寺院。山号は嵯峨山。本尊は不動明王を中心とする五大明王。開山は恒寂入道親王である。嵯峨天皇の離宮を寺に改めた皇室ゆかりの寺院である。また、後宇多法皇がここで院政を行うなど、日本の政治史に深い関わりをもつ寺院である。また、嵯峨天皇を流祖と仰ぐ華道嵯峨御流の総司所（家元）である（正式名は旧嵯峨御所大覚寺門跡）。
時代劇の撮影所が多い太秦の近くということもあり、寺の境内（大沢池や明智門など）は（特に時代劇の）映画やテレビなどの撮影によく使われている（#舞台となった作品）。

## 歴史
嵯峨野の北東に位置するこの地には、平安時代初期に在位した嵯峨天皇が離宮を営んでいた。嵯峨天皇の信任を得ていた空海が、離宮内に五大明王を安置する持仏堂の五覚院を建て、修法を行ったのがそもそもの起源とされる。その後、嵯峨天皇が崩御してから30数年後の貞観18年（876年）、皇女の正子内親王（淳和天皇皇后）が離宮を寺に改めたのが大覚寺である。嵯峨天皇には甥にあたる恒寂（ごうじゃく）入道親王（淳和天皇皇子、仁明天皇の廃太子）を開山（初代住職）とした。
しばらくして後、大覚寺は興福寺一乗院による兼帯が続いたが、文永5年（1268年）に後嵯峨上皇が落飾して法皇となり素覚と号し、第21代門跡となっている。
徳治2年（1307年）には後宇多天皇が出家して法皇となり、法名を金剛性と号して第23代門跡に就任し、翌徳治3年（1308年）に大覚寺を再興した。法皇は伽藍の整備に力を尽くしたため、「中興の祖」と称されている。また、ここで院政を行ったため嵯峨御所（さがごしょ）とも呼ばれた。法皇の父である亀山法皇から続く系統は当寺にちなんで「大覚寺統」と呼ばれ、後深草天皇の系統の「持明院統」と交代で帝位についた（両統迭立）。この両系統が対立したことが、後の南北朝分裂につながった。
延元元年（1336年）に大火によってほとんどの堂舎が焼失した。元中9年（1392年）、南北朝の和解が成立し、南朝最後の天皇である後亀山天皇から北朝の後小松天皇に「三種の神器」が引き継がれたのも、ここ大覚寺においてであった。ただし、南北朝時代を通じて南朝方寺院であったというのは事実ではなく、南北朝分裂後に南朝方の性円法親王（後宇多法皇の皇子）と北朝方の寛尊法親王（亀山法皇の皇子）が相並ぶ分裂状態が続いたものの、南北朝が和解した時期には北朝・室町幕府方の有力寺院となり、後に室町幕府3代将軍であった足利義満の子・義昭を門跡に迎える素地となった。
応仁2年（1468年）、応仁の乱によりほとんどの堂宇が焼失する。天文3年（1534年）からは東山にある安井門跡蓮華光院の門跡を兼帯するようになった。天文5年（1536年）、木沢長政により放火されて堂舎が炎上している。天正17年（1589年）に空性が門跡になってから復興にとりかかり、寛永年間（1624年 - 1644年）にはほぼ寺観が整えられた。
このように、皇室ゆかりの寺院であり、代々法親王が住職となった門跡寺院であるため、現在でも御所風の雰囲気がただよっている。御所跡地が国の史跡に指定されている。

## 大沢池と名古曽の滝
大沢池は唐の洞庭湖を模して嵯峨天皇が築造したものといわれ、平安時代前期の名残をとどめる日本最古の人工の庭池とされている。当時の唐風文化の面影を今に残す園地は池の北方約100メートルにある「名古曽滝跡」とともに1923年（大正12年）に国の文化財として国の名勝に指定されている。毎年、中秋の名月の頃に、大沢池に舟を浮かべて「観月の夕べ」が催される。
大沢池は、嵯峨院の園池を引き継ぐものと推定されているが、これは南東にゆるく傾斜する地形を利用して南から東にかけて長い堤を築することで北西側からの流れをせき止めて築造された 。この池はまた周辺水田の灌漑用水として重要な役割を果たしてきたことが知られている。
池の北岸沿いに、西から、天神島、庭湖石、菊の島と並んでいて、この二島一石の配置が華道嵯峨御流の基盤とされている。天神島は嵯峨天皇による造園当時は陸続きで、出島状に北から大沢池へと突出した形状をなし，東西両側が入り江状に入りくんでいたと想定されている。庭湖石は、巨勢金岡が立てたと伝えられる（西行『山家集』）。菊の島は、嵯峨天皇が菊を栽培した場所とされる。また、その菊を手折り、花瓶に挿されたことが生け花の華道嵯峨御流の発祥と伝わるが、最近の発掘調査で、島が現在の形になったのは室町時代だったことがわかっている。
名古曽の滝は離宮嵯峨院にあった滝殿庭園内に設けられたものである。『今昔物語集』によると百済川成が作庭したものとある。1981年（昭和56年）から始まった発掘調査によって、名古曽滝跡の現存する滝石組のうち、2石は当初の位置にあるものの、その他の石は後代の手が加わっていること、滝から流れる豊富な水流が、その南方に開削された幅5 - 10メートルの蛇行溝（大部分が素堀）を通って大沢池へ注いでいたことが明らかになった。蛇行溝は自然の流れを模して造られた庭園の遣水施設であったと考えられる。
嵯峨天皇が譲位を契機として冷然院からこの新院へと遷御した時期に最大幅約12メートル、深さ約1メートル規模に拡張され、拡張と同時に流末に水位調節のために石組み溝が新たに設けられ、これによって流路全体がせき止められて池状のたまりとなっていたこと、このことから改修時期には供給される水量が減少し、池の注ぎ口に設けられた溝もやがて埋没し、流水方向に直交して低い土手が築かれてここに帯状に玉石敷が造られると同時に施設の西側に景石が添えられ、この施設によって流路は大きくせき止められて広大なたまりを形成しオーバーフローして大沢池に注ぎ込むこととなっていたものと考えられている。
その後、藤原公任が「滝の音はたえて久しくなりぬれど名こそ流れて尚聞こえけれ」と詠ったように平安時代末期には滝の水が既に枯れ、西行の和歌には、滝石が閑院宮に運び去られた、と記されている。
大沢池の外周はおよそ1キロメートルあり、広さは約6万4000平方メートルで甲子園球場がすっぽり入る大きさである。

## 境内

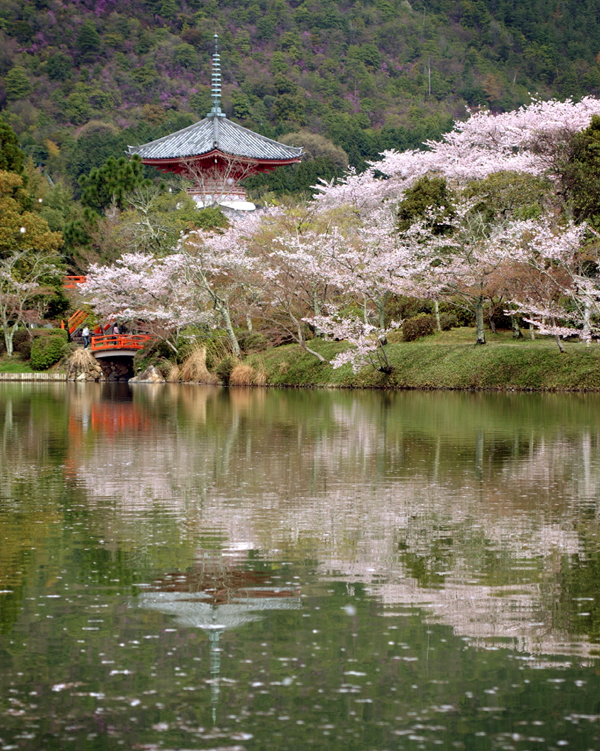
大沢池より心経宝塔を望む

皇室ゆかりの寺院である大覚寺には、宮廷風の建築や皇室ゆかりの建物を移築したものが多い。伽藍の中軸線上には南から勅使門（唐門）、御影堂、心経殿が建ち、御影堂の東に五大堂、西に宸殿、宸殿の北側に正寝殿が建つ。これらの建物の間は屋根付きの廊下で結ばれている。伽藍の中心部に位置しているのは、本堂にあたる五大堂ではなく、嵯峨天皇ほかの歴代天皇が書写した般若心経を収める心経殿である点が注目される。
- 五大堂 - 大覚寺の本堂。境内東側に位置する。天明年間（1781年 - 1789年）建立。当初は伽藍の中心部（御影堂前の現在、石舞台がある位置）にあったが、1925年（大正14年）に御影堂が移築された際に現在の位置に変更された。元来この堂の本尊であった鎌倉時代作の五大明王像は霊宝館に移され、1975年（昭和50年）に、仏師の松久朋琳・松久宗琳が完成させた五大明王像を本尊に安置している。堂は写経道場として用いられており、堂の東側の濡れ縁「観月台」から大沢池を望むことができ、ここから大沢池へ移動もできる。
- 安井堂（御霊殿） - 東山にあった安井門跡蓮華光院の御影堂を1871年（明治4年）に移築したもの。後水尾天皇像を祀る。
- 心経前殿（御影堂） ‐ 伽藍の中心部に位置する、北側に建つ勅封心経殿の前殿である。この建物は大正天皇の即位式に使用された饗応殿で、1925年（大正14年）に後宇多法皇600回忌を機に下賜されて大覚寺へ移築されたものである。入母屋造、桟瓦葺き。1926年（大正15年）3月22日、澄宮崇仁親王が傍らに若松を手植えた[10]。堂内の中心部は北側に建つ心経殿の拝所となり、その左右に大覚寺にゆかりの深い嵯峨天皇、弘法大師（空海）、後宇多法皇、恒寂入道親王の像を安置する。
- 勅封心経殿（国登録有形文化財） ‐ 1925年（大正14年）に法隆寺の夢殿を模して再建された鉄筋コンクリート造の小規模な八角堂で、壁面は校倉造風である。御影堂の北に建つ。内部には嵯峨天皇、後光厳天皇、後花園天皇、後奈良天皇、正親町天皇、光格天皇の直筆の般若心経を収蔵し、薬師如来像を安置する。内部は非公開で、開扉は60年に一度（戊戌の年）とされている。
- 霊宝館
- 村雨の廊下
- 宸殿（重要文化財） ‐ 後水尾天皇より下賜されたもので、東福門院（後水尾天皇中宮）の女御御殿を移築したものと伝える。蔀戸（しとみど）を用いた寝殿造風の建物で、屋根は入母屋造、檜皮葺きとし、周囲に広縁をめぐらす。「宸殿」は門跡寺院に特有の建物名で、「宸」は「皇帝」の意である。内部は大きく4室に分かれ、南正面の西側が「牡丹の間」（33畳）、東側が「柳松の間」（18畳）、奥の西側が「紅梅の間」（22畳）、東側が「鶴の間」（12畳）である。各室には襖絵があり、中でも「牡丹の間」の牡丹図と「紅梅の間」の紅梅図の襖絵（ともに狩野山楽筆）は著名である（襖絵のオリジナルは収蔵庫に収められ、現在ここにある襖絵は複製である）。
- 宸殿前庭 - 一面に白砂が敷き詰められ、右近の橘と左近の梅（左近の「桜」ではない）がある。
- 石舞台
- 鐘楼
- 唐門（勅使門） - 嘉永年間（1848年 - 1854年）再建。
- 正寝殿（重要文化財） ‐ 重要文化財指定名称は「大覚寺客殿（対面所）」。入母屋造、檜皮葺き。桃山時代建立の書院造建築で、内部は大小12の部屋に分かれる。間取りは、東列は北から南へ「剣璽の間」「御冠の間」「紅葉の間」「竹の間」の4室（各8畳）、中央列は北が「雪の間」、南が「鷹の間」（各12畳）、西列は3間×1間半の細長い部屋（9畳）が2室で、北が「山水の間」、南が「賢人の間」である。これら諸室の南側と東側には幅1間の「狭屋」がある。「御冠の間」（「上段の間」ともいう）には玉座があり、後宇多上皇が院政を行った部屋を再現したものである。また、南北朝の講和会議がここで行われたと伝わる。障壁画は狩野山楽および渡辺始興の筆。
- 庭湖館 ‐ 江戸時代中期に大沢池畔に建てられた休憩所を1868年（明治元年）に移築したもの。非公開。
- 霊明殿 ‐ 内閣総理大臣を務めた海軍大将斎藤実が1928年（昭和3年）、東京の沼袋（現・中野区沼袋）に建てた日仏寺の本堂だったもの。1958年（昭和33年）に当時大覚寺門跡であった草繋全宜（くさなぎぜんぎ）が移築した。縁板まで含め総朱塗りとした建物で、阿弥陀如来を本尊とする。
- 秩父宮御殿（貴賓館） ‐ 秩父宮の御殿として1923年（大正12年）、東宮仮御所の霞ヶ関離宮（現・国会前庭）に建立されたもの。1971年（昭和46年）に秩父宮家より大覚寺に下賜され、改修移築された。非公開。
- 庭園
- 稲荷社
- 華蔵閣 - 寺務所。
- 明智陣屋 - 明智光秀が築城した亀山城から移築した書院。
- 明智門 - 亀山城から移築した門。
- 式台玄関
- 表門
- 有栖川 - 表門、明智門、唐門の南側と境内の西側に有栖川が流れており、天然の濠となっている。
- 信徒会館
- 華道芸術学院
- 嵯峨寮
- 華供養塔

### 大沢池エリア
- 大沢池（国の名勝） - 日本最古の人工の庭池。唐の洞庭湖を模して造られたことから庭湖とも呼ばれる。解説は既述。
- 五社明神社 - 伊勢内宮、伊勢外宮、八幡社、春日社、住吉社の神を祀る。離宮嵯峨院の鎮守社で、空海が勧請したとされる。
  - 拝殿
- 愛宕神社
- 松尾神社
- 稲荷神社
- 放生池
- 閼伽堂 - 閼伽井は、そもそもは嵯峨天皇の命で空海が建立した嵯峨院の持仏堂「五覚院」の閼伽井として掘られたもの。
- 大日堂 - 大覚寺門跡が明治初頭まで兼帯していた安井門跡蓮華光院が管理していた洛東の岩倉山真性寺が廃寺となる際に移築したもの。
- 聖天堂 - もともとは望雲亭の西側に建っていたが、1962年（昭和37年）頃に現在地に移築。
- 心経宝塔（多宝塔） - 1967年（昭和42年）建立。
- 石仏群
- 護摩堂 - 仏母心院跡に建てられている。
- 天神社 - 祭神：菅原道真。天神島にある。菅原道真が大覚寺の俗別当を務めていたことから祀られるようになった。
- 梅林
- 竹林
- 名古曽の滝跡（国の名勝） - 解説は既述。
- 望雲亭 - 裏千家により1975年（昭和50年）に寺号勅許1100年を記念して再建された。
- 大沢門

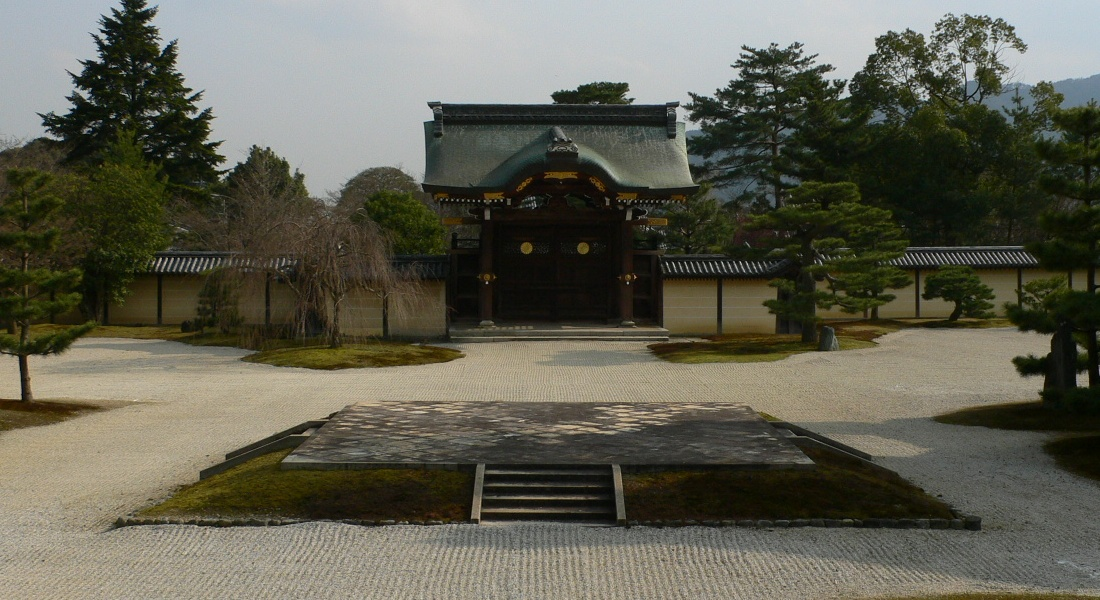
勅使門
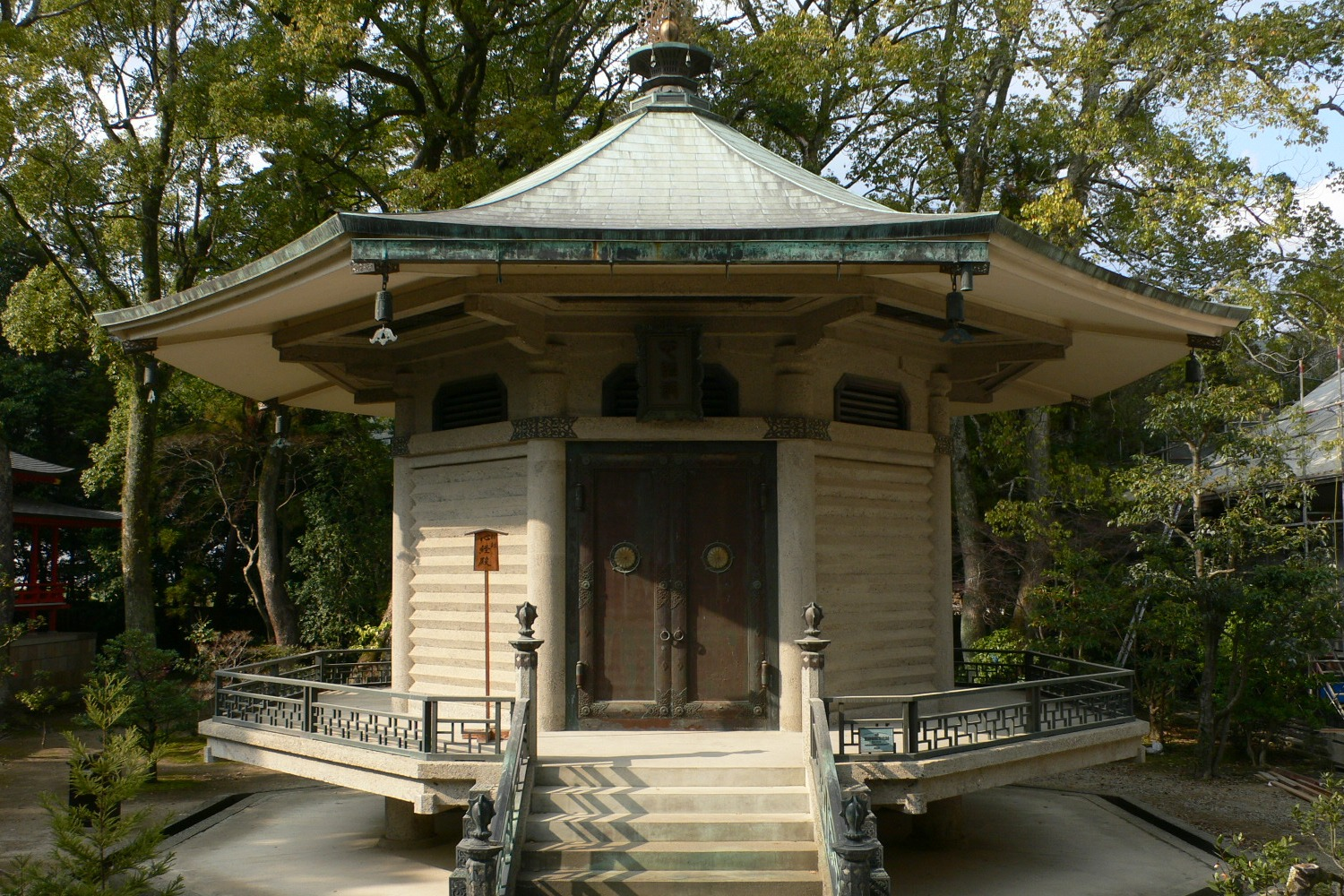
心経殿
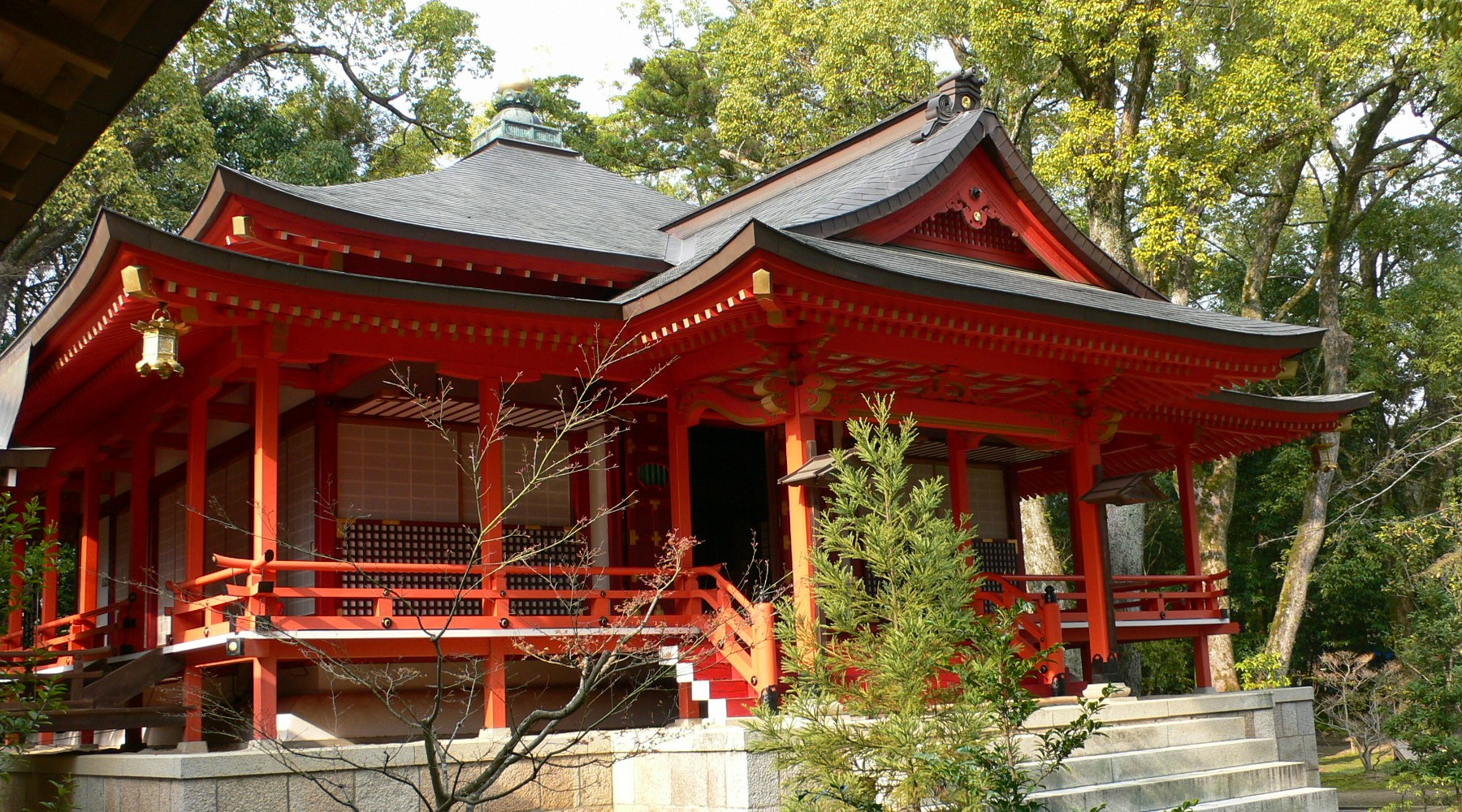
霊明殿
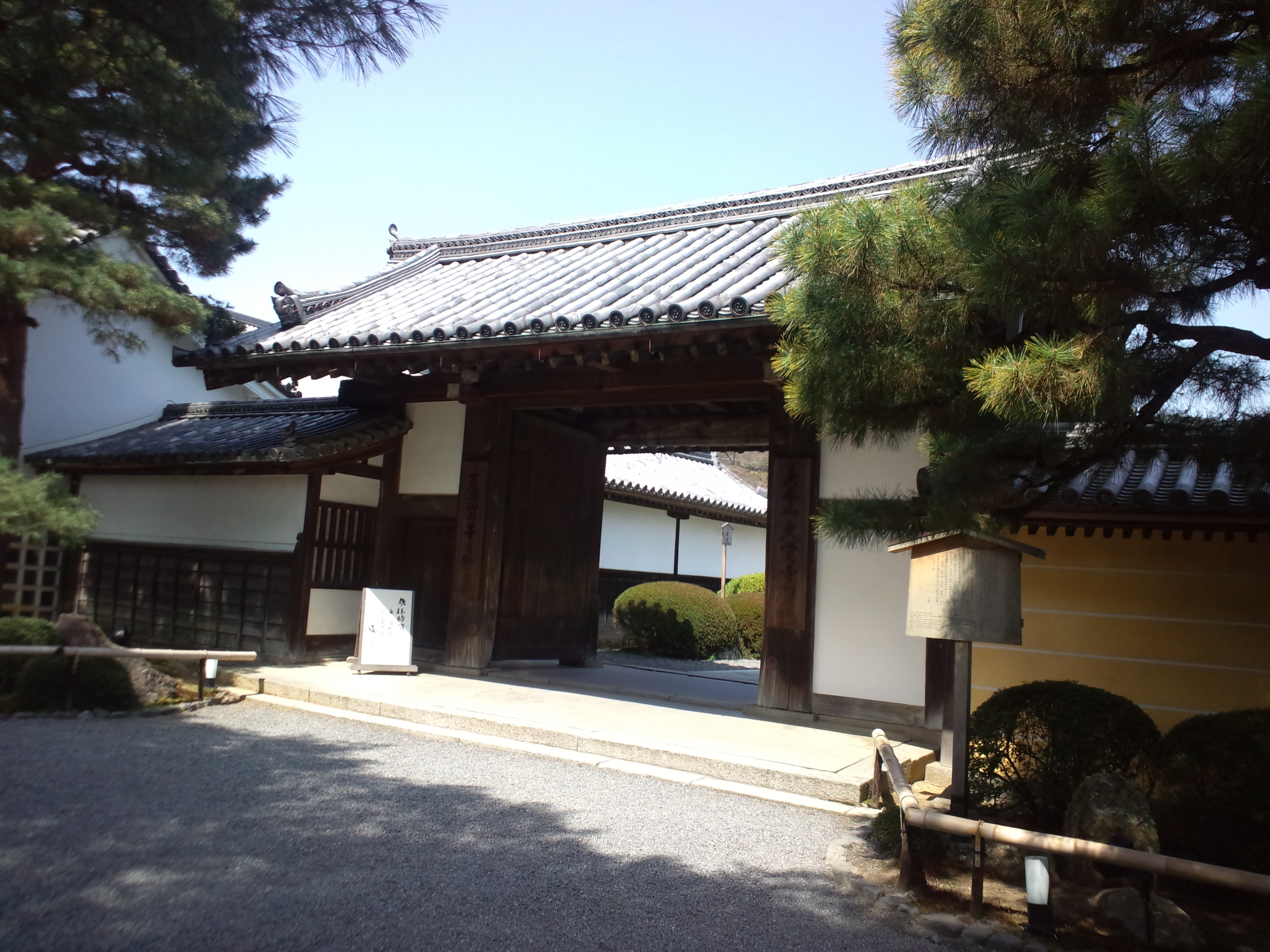
表門（玄関門）
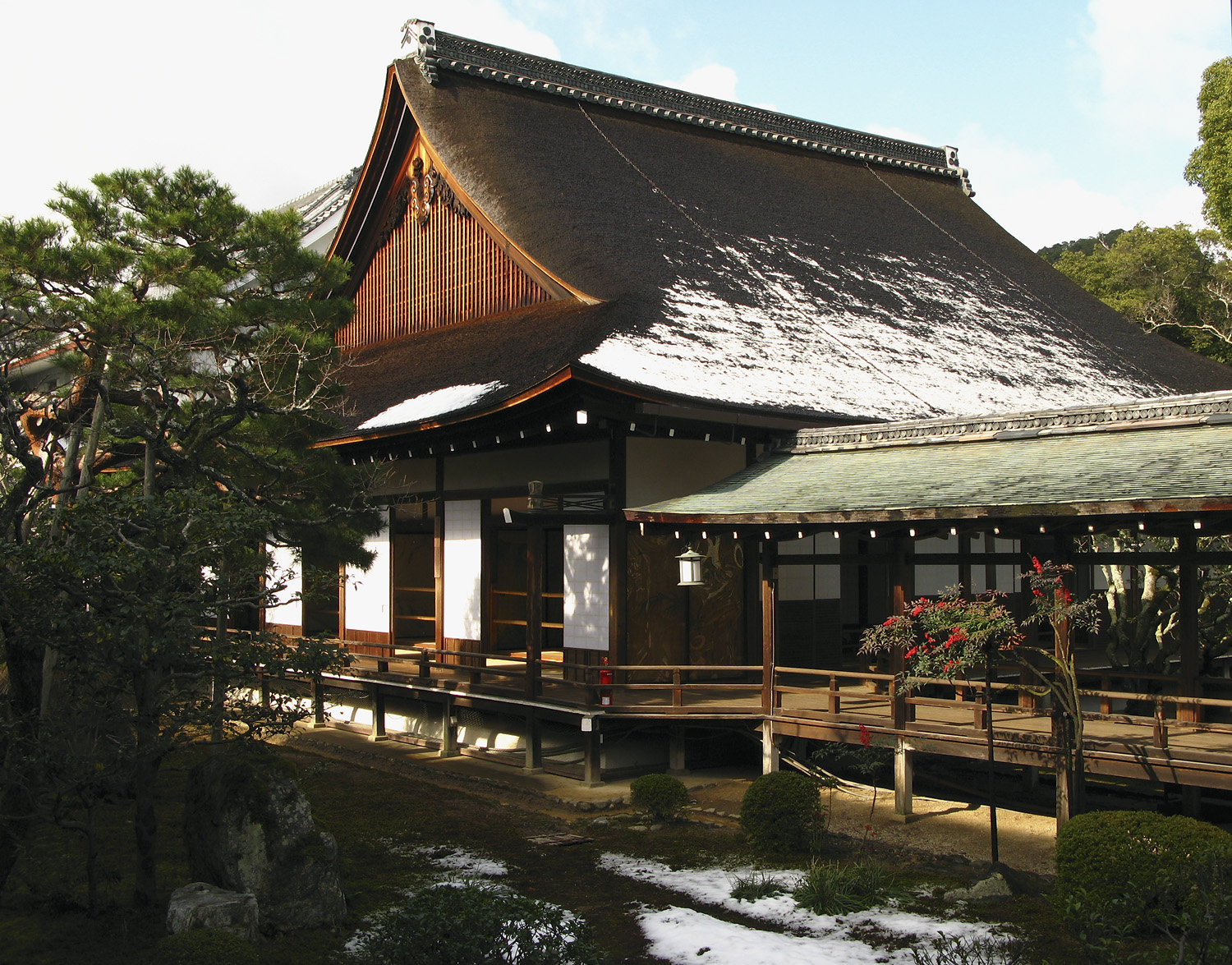
正寝殿
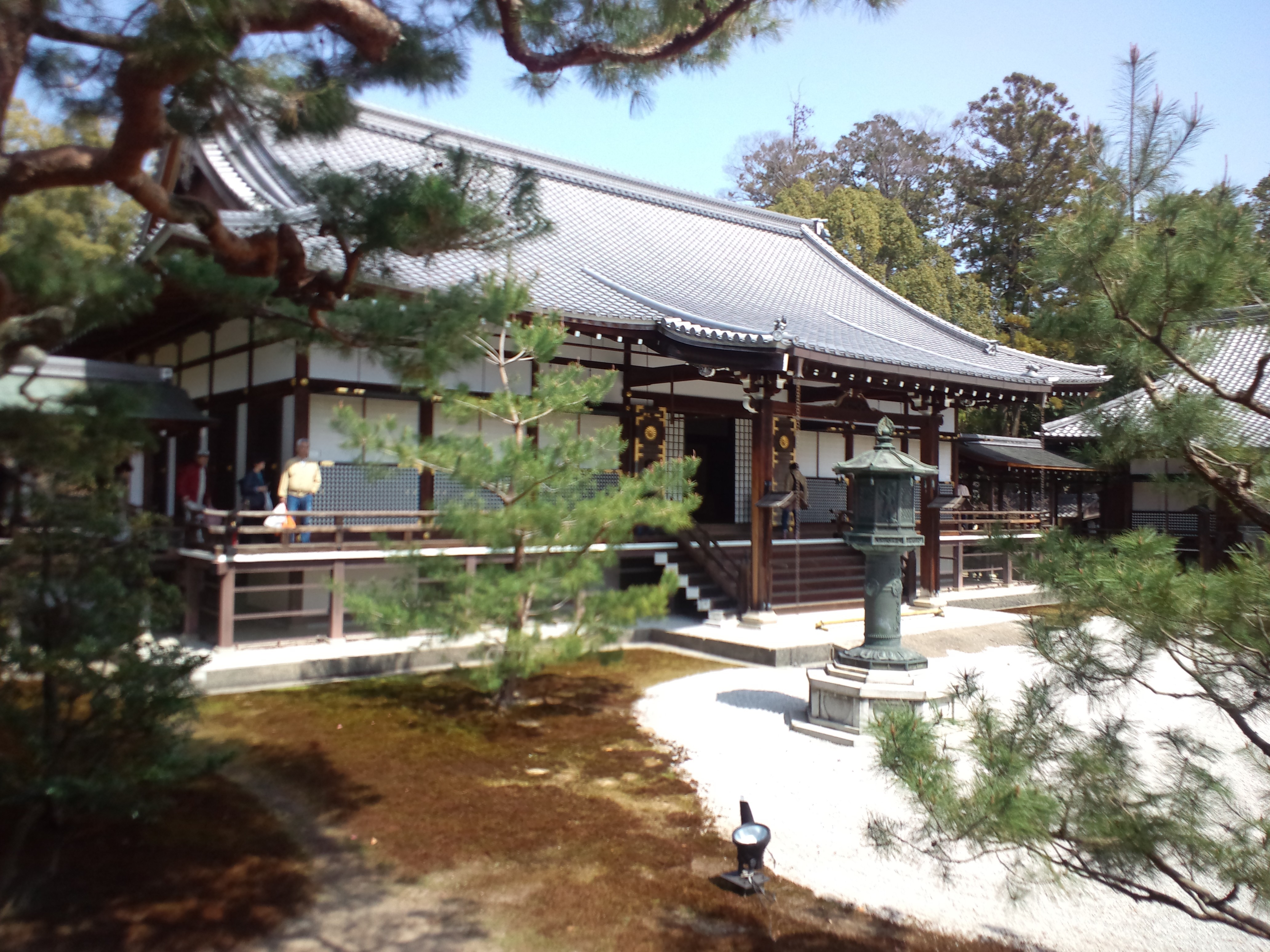
御影堂

## 文化財

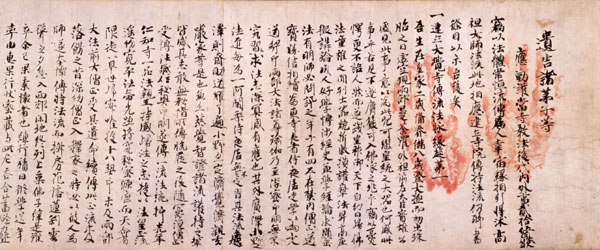
後宇多天皇宸翰御手印遺告（巻頭部分）

牡丹図 狩野山楽筆 （宸殿牡丹の間 北面西側4面）

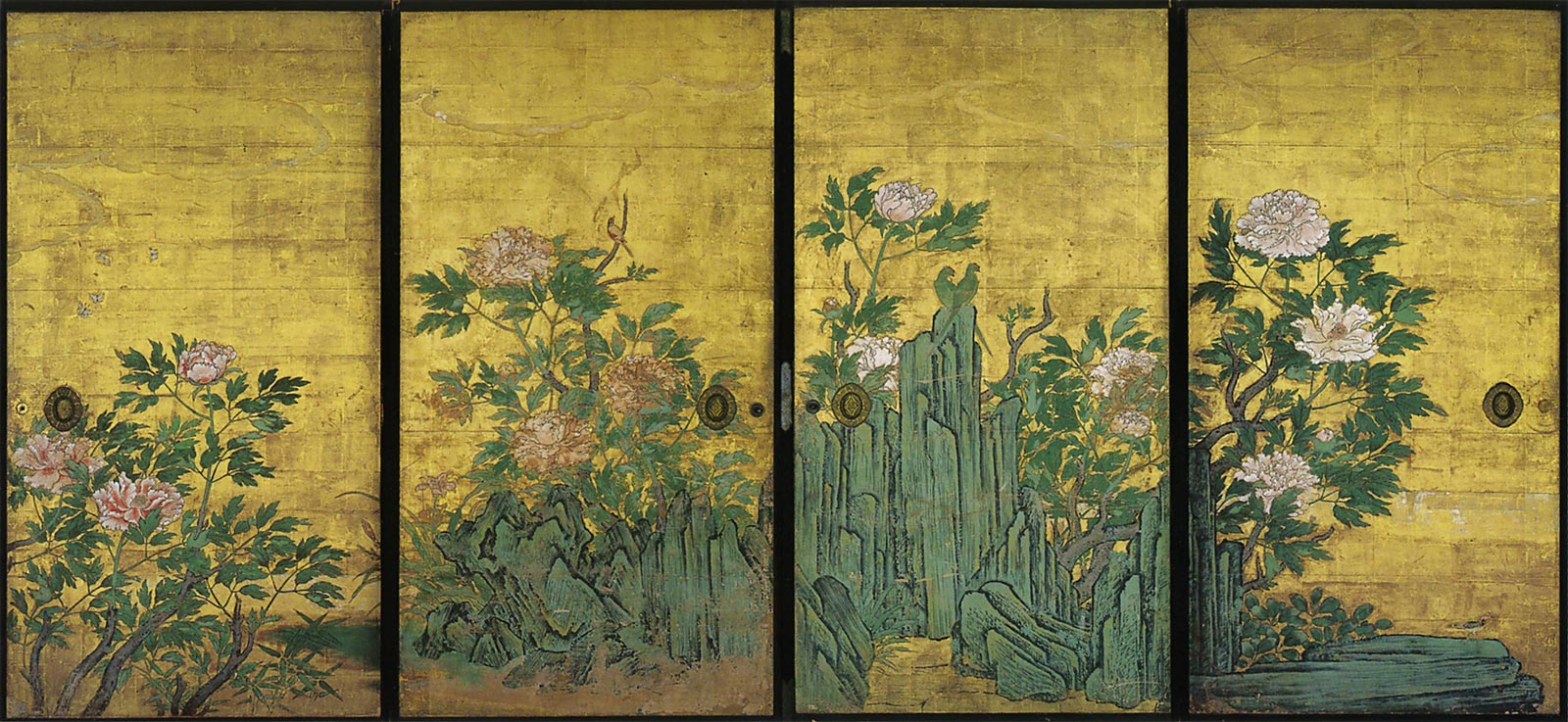
牡丹図 狩野山楽筆 （宸殿牡丹の間 北面東側4面）

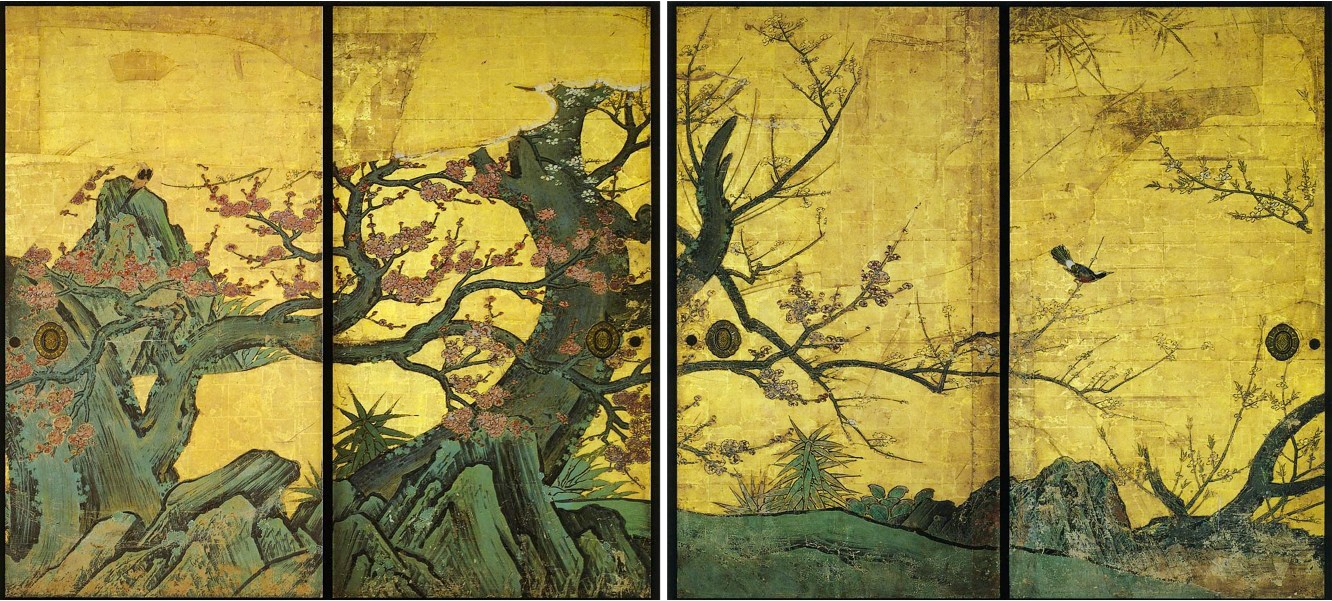
牡丹図 狩野山楽筆 （宸殿牡丹の間 南面西側4面）

### 国宝
- 後宇多天皇宸翰御手印遺告（ごうだてんのう しんかん おていん ゆいごう） - 「宸翰」は天皇自筆の意。後宇多天皇（法皇）が、大覚寺の興隆を願って書きおいた遺言の自筆草稿で、紙面に天皇の手形が押されている。
- 後宇多天皇宸翰弘法大師伝（絹本）正和四年三月廿一日 - 真言密教に帰依した後宇多天皇が、自ら正和4年（1315年）に書いた弘法大師伝の天皇自筆本。

### 重要文化財
- 正寝殿（客殿）
- 宸殿
- 絹本著色五大虚空蔵像
- 絹本著色後宇多天皇像
- 紙本著色後宇多天皇像
- 紙本著色後宇多天皇像
- 大覚寺障壁画 116面（附124面）[注 5]（障壁画の明細は後出）
- 木造不動明王坐像・軍荼利明王立像・大威徳明王坐像（附：一夢信孝関係資料（大威徳明王像内納入）41点）[注 6]
- 木造五大明王像 明円作 5躯
- 太刀 銘□忠  号 薄緑（膝丸）
- 後宇多天皇宸翰悉曇印信口決2帖・悉曇印信文5帖（附：後宇多天皇宸翰包紙2枚）
- 後宇多天皇宸翰奥砂子平口決 応長二年奥書
- 後宇多天皇宸翰灌頂印明 6巻 各徳治三年奥書
- 後宇多天皇宸翰灌頂私注 上 正和三年奥書（附：禅円筆灌頂私注 上下 2巻）
- 後宇多天皇宸翰護摩口決
- 後宇多天皇宸翰伝法灌頂作法（附：深守筆伝法灌頂注）
- 後宇多天皇宸翰伝法灌頂初後夜供養法次第 2帖
- 後宇多天皇宸翰宝珠抄 応長元年奥書
- 後宇多天皇宸翰高雄曼荼羅御修覆記 延慶二年正月十九日とあり
- 後宇多天皇宸翰伝流抄目録並禅助消息3通 1巻
- 金剛界伝法灌頂作法
- 袈裟印 禅助筆
- 孔雀経音義 上中下 3帖 保延三年願西書写奥書
- 秘鈔（128巻）23結
- 後深草天皇宸翰消息（正安二年三月六日花押）
- 花園天皇宸翰消息 七月廿五日とあり

典拠：2000年（平成12年）までに指定の国宝・重要文化財については、『国宝・重要文化財大全 別巻』（所有者別総合目録・名称総索引・統計資料）（毎日新聞社、2000）による。

### 国の史跡
- 大覚寺御所跡

### 国の名勝
- 大沢池（附：名古曽滝跡）

### 国登録有形文化財
- 勅封心経殿

## 幕末の領地
国立歴史民俗博物館の『旧高旧領取調帳データベース』より算出した幕末期の大覚寺領は以下の通り（4村・1,016石余）。
- 山城国葛野郡のうち - 3村
  - 上嵯峨村のうち - 881石余
  - 天竜寺門前のうち - 17石余
  - 池裏村のうち - 104石余
- 山城国紀伊郡のうち - 1村
  - 吉祥院村のうち - 13石2斗

## 年中行事
- 1月1日 - 2日、修正会
- 2月節分、節分会
- 4月8日、花祭り（灌仏会）
- 4月、嵯峨御流華道祭 嵯峨天皇御宝前へ献花する。
- 6月15日、青葉祭（弘法大師お誕生祭）
- 8月20日、万灯万華会 宵弘法、二十盆ともいう総供養の夏祭り。
- 10月仲秋、観月の夕べ 名勝「大沢池」で名月を鑑賞する。
- 11月、嵯峨菊展

以上、『嵯峨御所 大本山大覚寺』拝観パンフレット 建都1200年による。

## 前後の札所
真言宗十八本山
4 中山寺　-　5 大覚寺　-　6 仁和寺
近畿三十六不動尊霊場
12 安岡寺　-　13 大覚寺　-　14 仁和寺
神仏霊場巡拝の道
88 天龍寺　-　89 大覚寺　-　90 神護寺

## アクセス
京都市営バス・京都バス 大覚寺 下車すぐ

## 舞台となった作品
映画
- 炎上（1958年）- 大沢池の島に金閣寺のセットが建てられた（炎上シーンは嵐山の川の中州）。
- 柳生一族の陰謀（1978年）
- 武士道ブレード（1981年）
- 将軍家光の乱心 激突（1989年）
- 陰陽師（2001年）

テレビドラマ
- 柳生一族の陰謀（1978年）第2話「美女のいけにえ」、第3話「大奥の妖女」
- 忠臣蔵〜決断の時（2003年）

音楽
- 女ひとり（1965年）

MUSIC VIDEO
- 松本孝弘 「THE CHANGING」 （1999年3月25日）
- EXILE ATSUSHI & 久石譲「懺悔」（2013年10月16日）